# Missouri-Kansas-Texas Railroad
 (janvier 2022).
Le Missouri-Kansas-Texas Railroad (sigle de l'AAR : MKT) était un chemin de fer américain de classe I qui fut créé le 23 mai 1870. 
Le MKT, surnommé Katy, fut le premier chemin de fer à entrer au Texas par le nord. Finalement l'axe principal du Katy finit par relier Kansas City, Saint-Louis; Tulsa, Oklahoma et Oklahoma City, Oklahoma; Dallas, Fort Worth, Waco, Temple, Austin, San Antonio, Houston, et Galveston. Un axe supplémentaire entre Fort Worth et Salina fut ajouté dans les années 1980 à la suite de la disparition du Chicago, Rock Island and Pacific Railroad ; cette ligne fut exploitée par l'Oklahoma, Kansas and Texas Railroad (OKKT). 
Il fut racheté en 1988 par le Missouri Pacific Railroad, filiale de l'Union Pacific Railroad (UP).

## Les origines

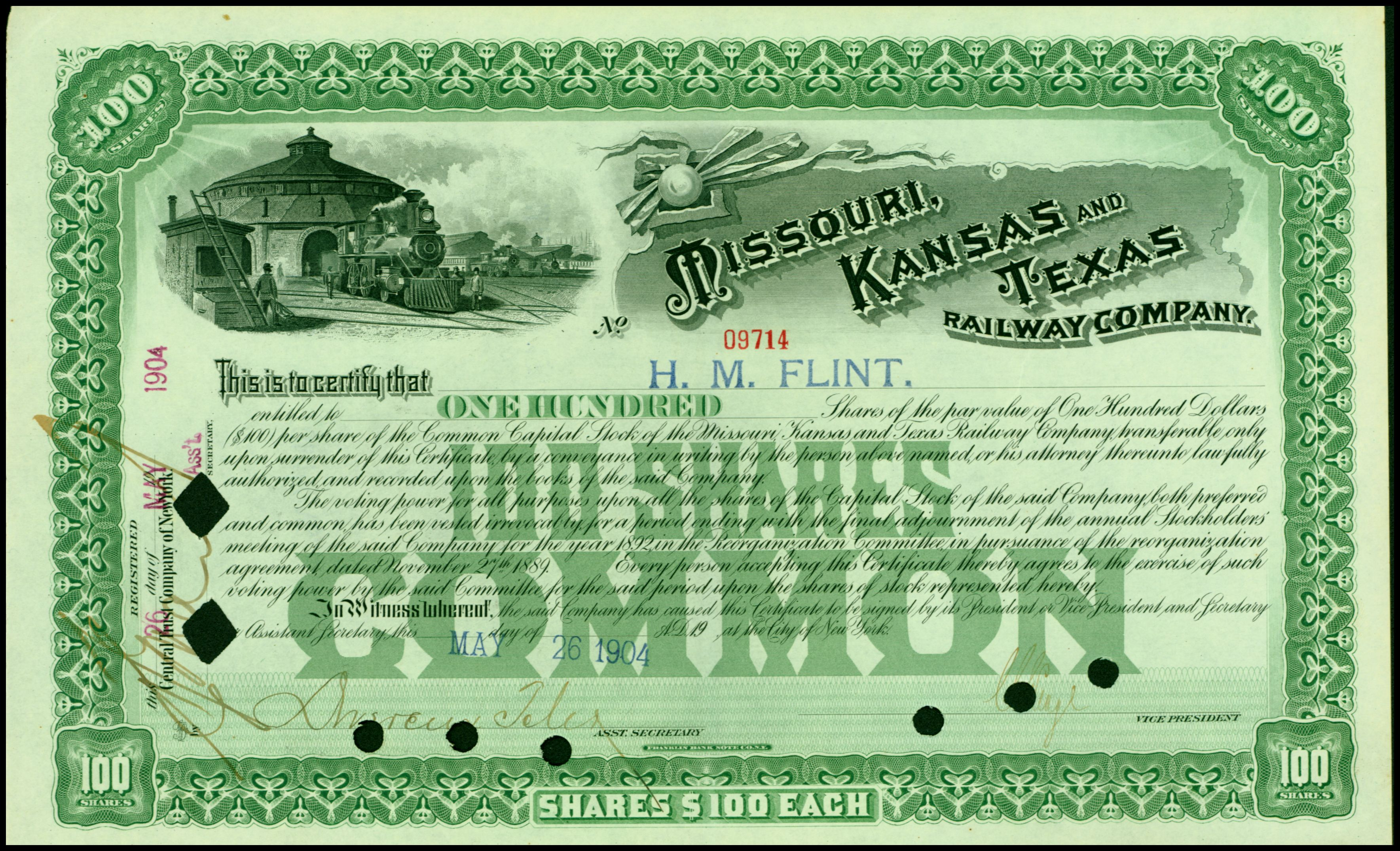
Action de Missouri, Kansas and Texas Railway, publie 1904.

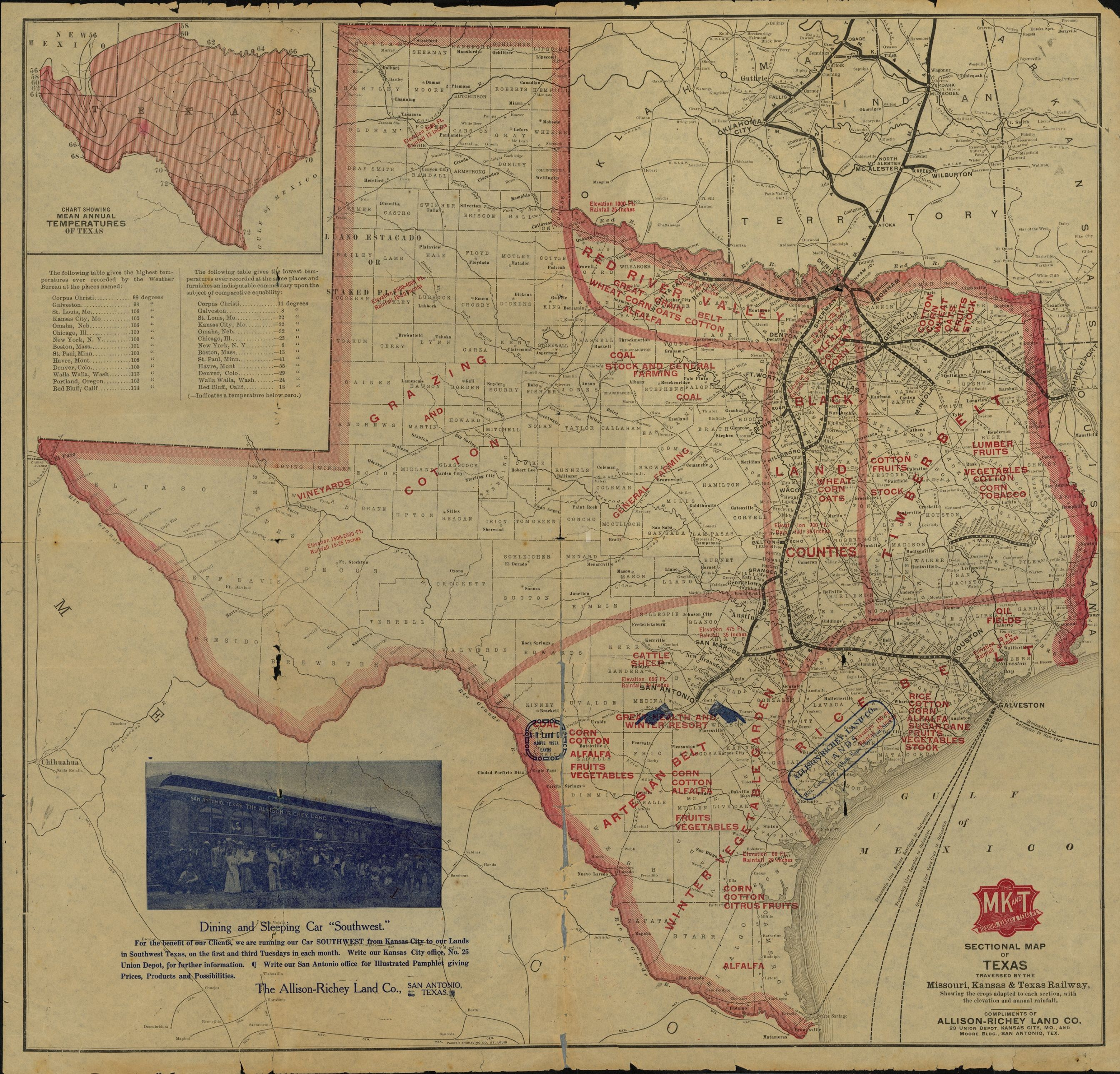
Sectional Map of Texas Traversed by the Missouri, Kansas & Texas Railway, 1904.

Le Missouri, Kansas and Texas Railway MKT (surnommé the KT puis Katy), fut créé le 23 mai 1870. Il acheta immédiatement à l'Union Pacific Railway son embranchement Southern Branch créé en 1865 et d'une longueur de 293 km. À la fin des années 1800, l'Union Pacific Railway était le nom officiel de l'Union Pacific Railroad. 
Toujours en 1870, il s'empara aussi du Labette and Sedalia Railway, du Neosho Valley and Holden Railway, du Tebo and Nosho Railroad, du St. Louis and Santa Fe Railroad, et de l'Hannibal and Central Missouri Railroad. 
La combinaison de toutes ces lignes servirent de fondation au futur réseau du MKT. Dès le début le MKT fut communément appelé "the K-T", ce qui correspondait à son symbole sur les marchés boursiers; puis le nom évolua logiquement en « the Katy ».
Le Congrès avait voté une loi promettant des concessions foncières à la première compagnie de chemin de fer qui arriverait à la frontière entre le Kansas et le Texas en longeant la Neosho Valley.
Le Katy fut le premier à franchir la frontière le 6 juin 1870. Ironiquement, les terres promises ne furent jamais distribuées, car elles se trouvaient en territoire indien et appartenaient donc à ces tribus.
Néanmoins, le Katy continua à descendre vers le sud et à acquérir d'autres petits chemins de fer. Le réseau qui reliait Kansas City, Saint-Louis, Missouri, Tulsa et Oklahoma City, finit par atteindre Dallas en 1886, Fort Worth, Waco en 1888, Temple, Austin, Houston en avril 1893 et San Antonio en 1901. 
Lorsque Houston fut atteint, le Katy prit le contrôle à 50 % du Galveston, Houston & Henderson Railroad, ce qui lui donna l'accès au port de Galveston et au trafic maritime dans le Golfe du Mexique.
En septembre 1896, la collision frontale de deux locomotives est organisée comme événement promotionnel (Crash at Crush). Imaginé par William George Crush, le MKT décida de montrer au public un crash frontal impliquant deux trains lourdement chargés en un lieu qui adopta plus tard le nom de Crush, Texas. La collision eut lieu devant 40 000 spectateurs, mais lors de l'explosion des chaudières, des débris furent projetés sur la foule, tuant trois personnes et faisant de nombreux blessés. Scott Joplin, Le compositeur de Ragtime, Scott Joplin qui était en représentation dans la région à ce moment-là, composa le The Great Crush Collision March qu'il dédicaça au MKT.
De 1915 au 4 janvier 1959, une collaboration avec le St. Louis-San Francisco Railway (Frisco) permit l'exploitation du luxueux train de voyageurs Texas Special reliant Saint-Louis, Dallas et San Antonio. Ses voitures arboraient les noms suivants tels que Sam Houston, Stephen F. Austin, David Crockett, et James Bowie.
La compagnie fut réorganisée sous le nom de Missouri-Kansas-Texas Railroad en avril 1923.

## Les grandes fusions
Dans les années 1980, à la suite de la faillite du Chicago, Rock Island and Pacific Railroad (Rock Island), une liaison entre Fort Worth, Texas et Salina, Kansas fut ajoutée; elle était exploité par la filiale Oklahoma, Kansas & Texas Railroad (OKKT). 
Les années 1980 furent marquées par de vastes mouvements de fusion. Le Katy qui était entouré par des réseaux bien plus grand que le sien, n'avait pas d'autres alternatives que de trouver un partenaire pour fusionner avec. L'Union Pacific Railroad, via sa filiale Missouri Pacific Railroad (MoPac), racheta le Katy le 12 août 1988. Puis le 1er décembre 1989, le MoPac fusionna le Katy.

## Les trains de voyageurs

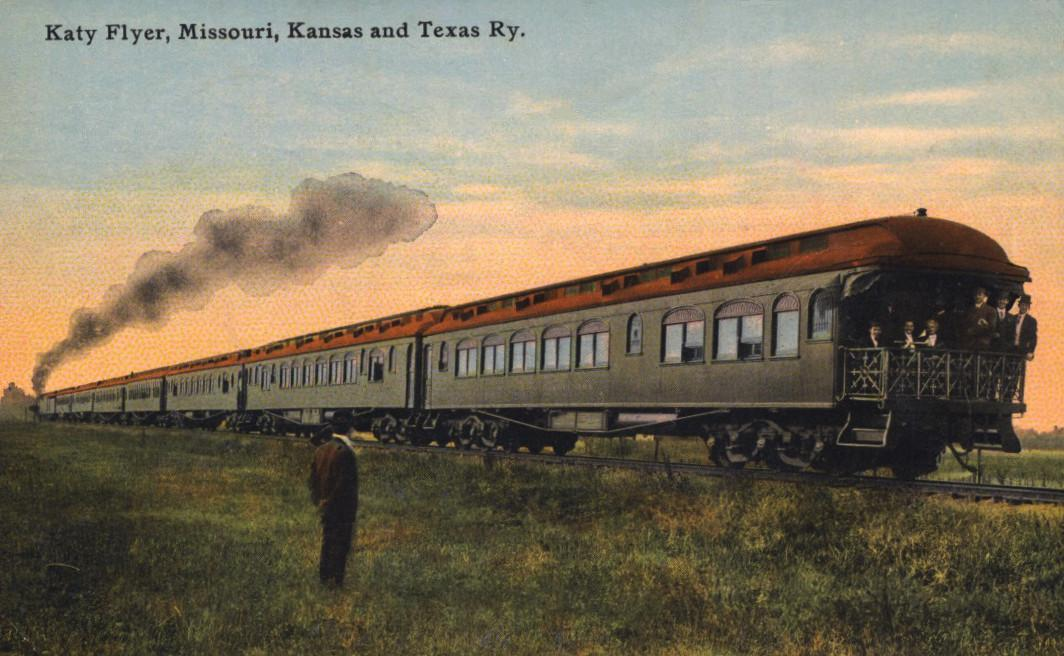
Le "Katy Flyer" en 1911.

Le Katy exploita les trains de voyageurs réguliers suivants : 
- Trains numéro 1 et 2: The Texas Special :
  - Saint-Louis (Missouri) - San Antonio (Texas) de 1915 à 1959, puis :
  - Kansas City-San Antonio de 1959 au 26 juillet 1964, puis :
  - Kansas City-Dallas du 27 juillet 1964 au 30 juin 1965.
- Trains numéro 3 et 4 : Katy Limited
- Trains numéro 5 et 6 : Katy Flyer
- Trains numéro 7 et 8 : Bluebonnet.

## Les livrées

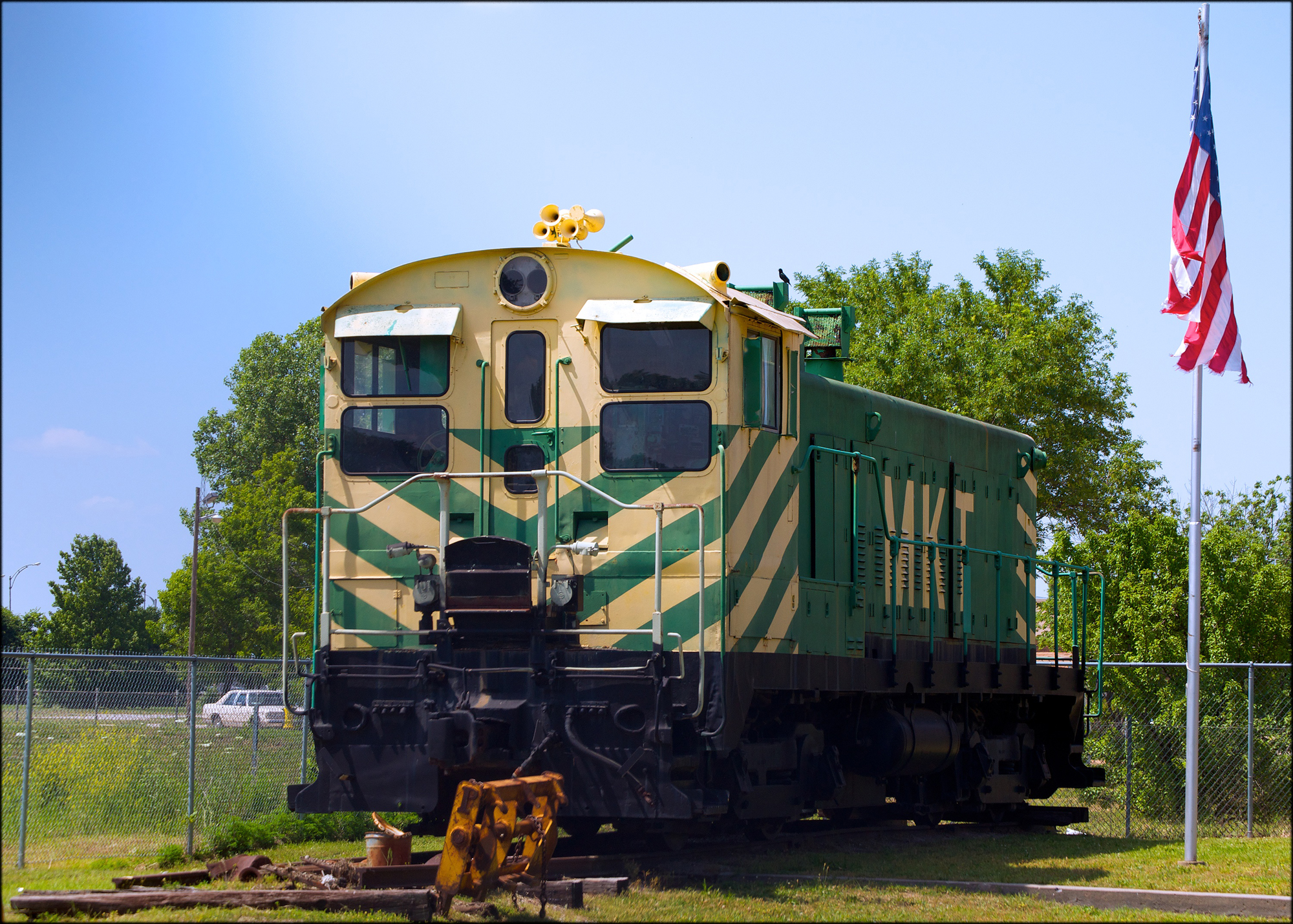
Locomotive Baldwin DS-4-4-1000 de la MKT.

- 1870-1947 : les locomotives à vapeur étaient en noire brillant avec le logo MKT sur le tender. Les wagons utilisaient les couleurs communes à l'époque, marron pour les fourgons (boxcars), rouge pour les cabooses, etc.
- 1947-1957 : les diesels étaient en rouge clair, les côtés en argent et le dessus du capot avant en jaune crème. Les voitures de voyageurs étaient assorties. Les boxcars, cabooses et autres wagons étaient fréquemment peints en jaune Sloan (du nom du président du MKT Matthew S. Sloan)
- 1957-1965 : les diesels étaient peints en rouge orangé avec le marquage MKT et le numéro en jaune. Le logo fut changé en "Katy" en lettres rouge sur fond doré bordé de noir.
- 1965-1971 : le Katy retourna au rouge clair (peut être un peu plus sombre que celui de 1947-1957). Il reprit aussi son logo d'origine.
- 1971-1988 : les locomotives diesel, les cabooses et autres wagons étaient peints en vert avec bandes, lettrages et numéros en jaune. La première locomotive à recevoir cette livrée fut la GP7 n°123.

Comme la livrée rouge des locomotives et des wagons se ternissait rapidement sous le soleil du Texas, il fut décidé dans les années 1970, d'utiliser le vert et jaune. 

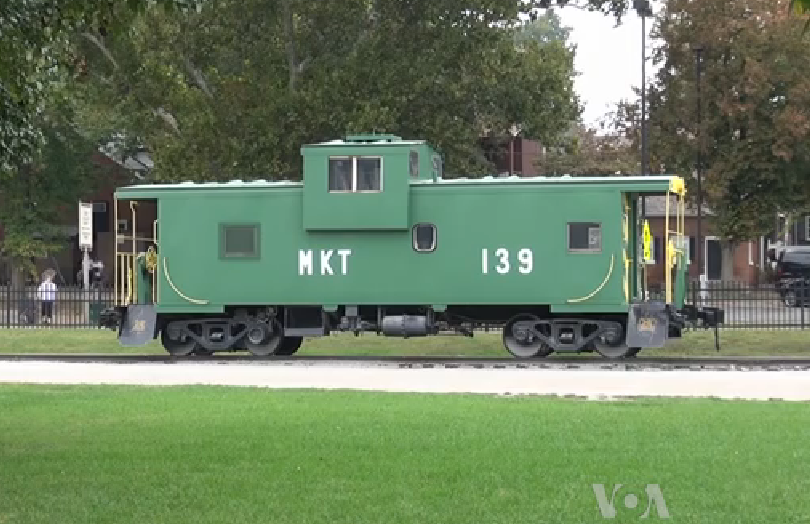
Wagon de queue de la MKT au Missouri en 2013.

Dans les dernières années, le Katy fit l'acquisition de plusieurs locomotives de seconde main, qui ne reçurent pas la livrée vert et jaune à cause de son rachat imminent par l'UP via le MoPac. À la fin 1983, le MKT racheta 18 GP40s à Conrail qui furent numérotées 231 à 248. 
Un lot de 9 GP39-2s fut acquis auprès de Kennecott Copper Corporation à la fin 1984, et elles reçurent les numéros 380 à 388. 
En 1985, 3 GP38s additionnelles furent rachetées à Conrail et reçurent les numéros 322 à 324, et enfin, 19 GP38ACs furent achetées à l'Illinois Central Gulf Railroad et numérotées 325 à 343. 
Dans le cadre de son programme héritage, l'UP dévoila en juillet 2005, une nouvelle EMD SD70ACe immatriculée UP 1988 aux couleurs du MKT.

## Les lignes recyclées
Une large portion de la ligne dans le Missouri fut convertie en Katy Trail State Park. 
Une autre section dans le Texas appelé Katy Trail, d'une longueur de 6 km, traverse le centre-ville de Dallas et relie White Rock Lake à l'aéroport American Airlines Center. 
L'ancienne ligne de 32 km, reliant le quartier de Katy au centre-ville de Houston, Texas a été convertie également; la portion entre l'Interstate 610 et le quartier de Katy, a été rachetée par le département des Transports du Texas pour construire l'extension de l'autoroute Interstate 10; quant à l'autre portion qui dessert le centre de Houston, elle sera prochainement transformée en piste cyclable par le Parks and Recreation Department de Houston. 

## Le Katy dans la culture populaire
- Le quartier de Katy en périphérie de Houston, tire son nom du MKT.
- L'Interstate 10 située entre le centre de Houston et le quartier de Katy, est appelée "Katy Freeway". Cette autoroute longeait une portion de la ligne du Katy, mais avec l'abandon de cette ligne, l'autoroute fut élargie sur l'ancien tracé du MKT, justifiant pleinement son surnom.
- Le standard de blues "She Caught the Katy" fait référence au MKT.